# 牡蛎穷孩儿三明治

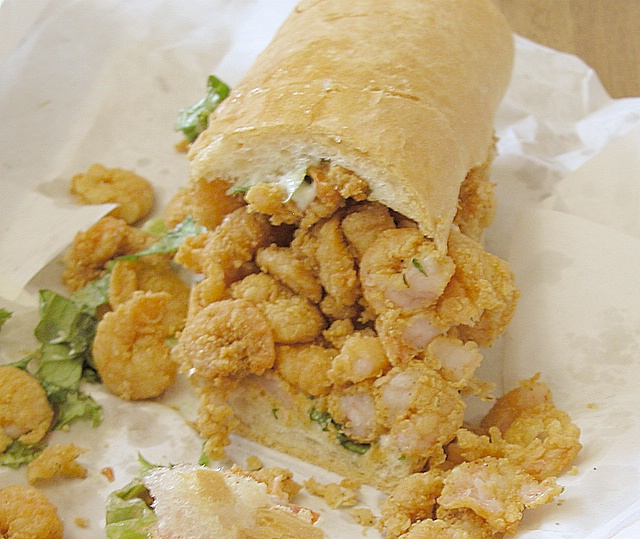
穷孩子牡蛎三明治（图中面包所夹的其实是虾）

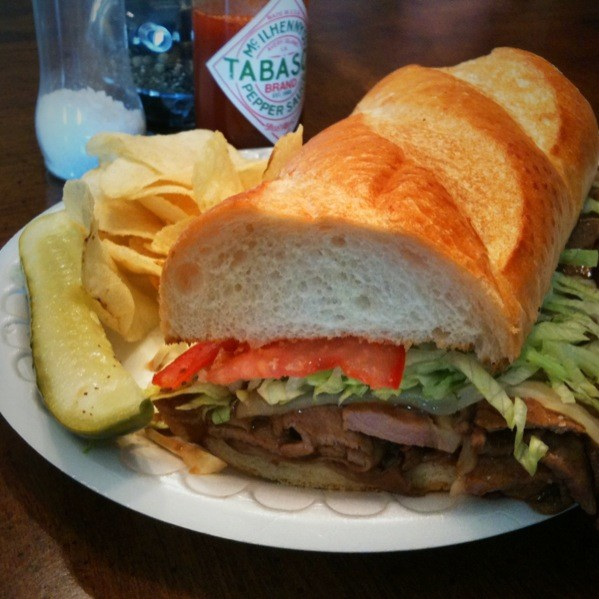
内夹烤牛肉的穷孩子三明治

穷孩子牡蛎三明治（oyster poboy）是流行于美国南部各州，尤其是路易斯安那州的一种食品。其作法用两片面包夹用油炸的牡蛎（也可是烤牛肉、炸虾、炸鸡或火腿）、蕃茄和调料制成。

## 特征
只要使用的po' boy面包的三明治都可能归为此类，馅料可以使用烤牛肉、烤火腿、炸虾、炸小龙虾、炸鲶鱼、路易斯安那辣香肠、炸薯条等等。
Po'boy面包是一种当地风格的法式面包，比传统的法式长棍面包用更少的面粉和更多的水制成，产生的面团更湿润，面包更轻、更蓬松、更不耐嚼。该配方是在1700年代在墨西哥湾南部发明的，因为当地潮湿的气候不利于小麦的种植，需要进口面粉，因而供应较少。

## 词源
19世纪末，法式面包放上炸牡蛎三明治在新奥尔良被称为 "牡蛎面包"，这个词至今仍在使用。一种同时含有炸虾和炸牡蛎的三明治通常被称为 "和平使者 "或La Médiatrice。
当地一种流行的说法是，"穷小子"（后来的 "po'boy "等）特指一种三明治，是在本杰明和克洛维斯·马丁开的一家新奥尔良餐馆里创造的，他们原是来自路易斯安那州拉克兰的电车售票员。马丁兄弟于1921年建立了他们的餐厅，但直到1929年，约翰·根杜萨的面包店才第一次烤出了用于这种三明治的面包。1929年，在反对有轨电车公司的四个月罢工期间，马丁兄弟为他们的前同事免费提供三明治。
马丁兄弟曾就这种三明治的起源接受过采访，记录在案。本杰明回忆说，他们在餐馆里开玩笑说，如果一个来吃饭的人是罢工者之一，他就会被称为 "另一个穷小子"。马丁兄弟还被问到这个名字是否是受一些法语或法国土语单词的启发，如pourboire，但他们否认了这一点。
一位新奥尔良的历史学家认为马丁的说法很可疑，原因有几个，首先是当地媒体在罢工40年后才对其进行描述，而且在1969年之前，马丁兄弟自己的说法是他们为农民、码头工人和其他经常光顾他们在法国市场附近的原址的 "穷小子 "创造了这个小男孩。(马丁兄弟确实写了一封信，并在1929年被当地报纸转载，承诺为有轨电车工人提供食物，但信中提到了 "我们的饭"，没有提到三明治。）